# Nghĩa Trụ
Nghĩa Trụ là một xã thuộc tỉnh Hưng Yên, Việt Nam.

## Tên gọi
Là một xã được hình thành sau năm 1945, mang tên một dòng sông trên địa bàn là sông Nghĩa Trụ.

## Địa lý
Xã Nghĩa Trụ nằm ở phía bắc tỉnh Hưng Yên, có vị trí địa lý:
- Phía đông bắc giáp xã Như Quỳnh.
- Phía bắc giáp xã Phụng Công.
- Phía tây nam giáp xã Văn Giang
- Phía nam giáp xã Hoàn Long và xã Nguyễn Văn Linh.

## Lịch sử
Trước đây, Nghĩa Trụ là một xã thuộc huyện Mỹ Văn cũ.
Ngày 24 tháng 7 năm 1999, Chính phủ ban hành Nghị định 60/1999/NĐ-CP về việc chia chuyển xã Nghĩa Trụ thuộc huyện Mỹ Văn cũ về huyện Văn Giang mới tái lập quản lý.
Ngày 16 tháng 6 năm 2025, Ủy ban Thường vụ Quốc hội ban hành Nghị quyết số 1666/NQ-UBTVQH15 về việc sắp xếp các đơn vị hành chính cấp xã của tỉnh Hưng Yên năm 2025. Theo đó, sắp xếp toàn bộ diện tích tự nhiên, quy mô dân số của các xã Long Hưng, Vĩnh Khúc và Nghĩa Trụ thành xã mới có tên gọi là xã Nghĩa Trụ.

## Giao thông
Các tuyến, hệ thống giao thông quan trọng đi qua xã Nghĩa Trụ:
- Cao tốc Hà Nội - Hải Phòng.
- Đường Tô Quyền: nối quốc lộ 5 với đường Hà Nội - Hưng Yên.
- Đường Tô Hiệu: nối đường Tô Quyền với tỉnh lộ 376.
- Đường gom cao tốc Hà Nội - Hải Phòng (tỉnh lộ 382B)
- Đường vành đai 3,5 Hà Nội (dự án)
- Đường sông: sông đào Bắc Hưng Hải.

## Danh nhân
- Nhà văn Nguyễn Công Hoan (1903 - 1977)
- Tô Chấn (1904 - 1936)
- Tô Quyền (1929 - 1996)
- Nguyễn Tài (1926 - 2016)
- Họa sĩ Tô Ngọc Vân (1906 - 1954)
- Tô Ngọc Thanh (1934 - 2024)
- Lê Giản (1911 - 2003)
- Tô Hiệu (1912 - 1944)
- Tô Quang Đẩu (1906 - 1990)
- Lê Văn Lương (1912 - 1995)
- Tô Lâm sinh năm 1957.
- Quản Minh Cường sinh năm 1969.

## Hạ tầng
- Khu đô thị Vinhome The Empire
- Khu đô thị Vinhome The Crown.

## Văn hóa

### Làng Xuân Cầu
Làng Xuân Cầu xưa nay thuộc các thôn Phúc Thọ, Tam Kỳ, Lê Cao là một mảnh đất địa linh nhân kiệt, một làng khoa bảng thời phong kiến với 12 người đỗ tiến sĩ, cử nhân. Người ta còn ví Xuân Cầu là ngôi làng đi ba bước chân lại gặp người tài. Đặc biệt, đến cuối thế kỷ XIX ngôi làng ngôi làng sản sinh ra nhiều danh nhân kiệt xuất, các nhà chính trị, nhà cách mạng, nhà thơ... Làng Xuân Cầu xưa nổi tiếng với nghề nhuộm vải, bán thuốc, nhuộm thâm. Một số người dân trong làng đã di cư mang nghề đi nhiều nơi trong đó lập nên phố Hàng Vải, nay thuộc Hà Nội.

### Thơ ca
Ai về Đồng Tỉnh, Huê Cầu;
Đồng Tỉnh bán thuốc,
Huê Cầu nhuộm thâm;
Nào ai đi chợ Thanh Lâm;
Mua anh một áo vải thâm hạt dền.